# Fulminati
Fulminati (prema lat. fulmen: munja, grom) su soli ili esteri nestabilne fulminatne kiseline, HONC.
Fulminati su kemijski spojevi koji se sastoje od fulminatnog iona. Fulminatni ion je pseudohalični ion, koji se ponaša kao halogen svojim nabojem i reaktivnošću. Zbog nestabilnosti fulminatnog iona, fulminati su eksplozivi osijetljivi na trenje. Najpoznatiji je živin fulminat koji se koristio kao inicijalni eksploziv u detonatorima. Fulminati mogu nastati reakcijom metala, kao što su srebro i živa, otopljenih u dušičnoj kiselini u reakciji s alkoholom. Kemijska formula fulminatnog iona je O−N+C−. Prisustvo slabe jednostruke dušik-kisik veze dovodi do njegove nestabilnosti. Dušik vrlo lako formira stabilne trostruke veze s drugim atomom dušika, stvarajući plinoviti dušik.

## Povijesni razvoj
Fulminate je otkrio Edward Charles Howard 1800. Njihovu uporabu u vatrenom oružju u obliku fulminatnog praška, prvi je demonstrirao škotski ministar A. J. Forsyth, kome je odobren patent 1807. Joshua Shaw je napravio prijelaz na uporabu fulminata u metalnim kapsulama, na taj način formirajući udarnu kapsulu, ali nije patentirao svoj izum do 1822. 
1820 godine organski kemičar Justus Liebig otkrio je srebrov fulminat (Ag-NCO). Činjenica da ovi spojevi imaju isti kemijski sastav dovela je do rasprave, koja nije bila riješena sve dok Jöns Jakob Berzelius nije predložio koncept izomera.

## Spojevi
- Srebrov fulminat
- Živin(II) fulminat
- Fulminatna kiselina
- Cijanat ima povezanu OCN− strukturu.